# Gustav Moritz Redslob
Gustav Moritz Redslob (* 21. Mai 1804 in Querfurt; † 28. Februar 1882 in Hamburg) war ein deutscher evangelisch-lutherischer Theologe, Hebraist, Philosoph, Philologe und Lehrer.

## Leben
Redslobs Vater war Lehrer an der Stadtschule und Küster an der Stadtkirche in Querfurt. Redslob besuchte das Domgymnasium zu Merseburg und die lateinische Hauptschule des Waisenhauses in Halle (Saale). Von hier aus bezog er die Universität Leipzig, wo er 1830 zum Dr. phil. promoviert wurde. 1831 habilitierte er sich dort an der philosophischen Fakultät und wurde 1834 außerordentlicher Professor. 1841 wurde er als Professor der Philosophie und der biblischen Philologie an das Akademische Gymnasium in Hamburg berufen. Anlässlich der dreihundertjährigen Gedächtnisfeier des Todes Luthers 1846 erhielt er die theologische Doktorwürde der Universität Leipzig. 
Redslob war mit Auguste Pauline Schimmel verheiratet, das Paar hatte zwei Söhne und drei Töchter.

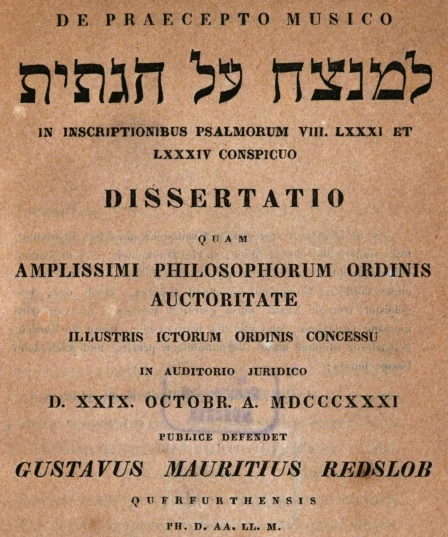
Titelblatt der Dissertationsschrift von Redslob (Leipzig, 1831)

Redslob hatte außerordentlich vielseitige Interessen und sich dadurch reiche Kenntnisse auf verschiedenen Gebieten angeeignet. Er verfolgte in seinen theologischen Studien die Idee, dass in der Bibel „eine gewisse Geheimgeschichte“, „ein gewisses geheimes politisches System der hebräischen Nation“, angedeutet sei, aber diese kabbalistische Geheimweisheit verhüllt worden sei. Darum stelle der Pentateuch diese philosophischen Sätze in Mythen dar und es gehe durch das ganze Alte Testament eine „Hüllsprache“ hindurch, die bis in das Neue Testament hineinreiche, auch an Jesus überliefert sei und deren Chiffren Judas Ischarioth in seinem γλωσσόκομον aufbewahrt habe. Die Aufgabe der Wissenschaft sei es nun, „dieses doppelte religiöse Begriffsgebiet“, das durch die ganze Bibel hindurchlaufe, ans Licht zu stellen. Für die gewöhnliche Ausdrucksweise der Bibel sei die wörtliche Auslegung ausreichend, der Geheimsinn aber erfordere die Allegoristik. Dieser Ansatz wurde von Redslob in seiner Apokalypsis. Blätter für pneumatisches Christenthum und mystische Schrifterklärung, B. I, 1859 niedergelegt. Er führte diesen Gedanken weiter aus in den Schriften: Das Mysterium oder der geheime Sinn der Stelle 2. Cor. 12, 1–10 1860; Die kanonischen Evangelien als geheime kanonische Gesetzgebung 1869; Das Mysterium der evangelischen Perikope Matth. 13, 1–23, Marc. 4, 1–20, Luc. 8, 1–25 1870 und Die Verurtheilung der Simonie in mystischer Redeform 1874. 
Redslob arbeitete auch zum Begriff des Nabi, zum Ursprung des Pessach-Festes, und zu den alttestamentlichen Namen Israels. Er begründete gemeinsam mit Andreas Gottlieb Hoffmann ein Allgemeines Volks-Bibellexikon. 
Seine philologischen Untersuchungen begann er mit einer Studie zur Bedeutung der hebräischen Partikel כּיִ (ki). Etymologische Untersuchungen weiterer hebräischer Wörter folgten, seine Ansichten sind jedoch heute überholt. 1837 besorgte Redslob eine der frühesten wissenschaftlichen Ausgaben des Korans, indem er Gustav Leberecht Flügels Text von 1834 nochmals überarbeitete. 
Ein besonderes Interesse wandte Redslob der Erforschung der phönikischen Handelswege zu. So versuchte er 1849 in seiner Schrift Tartessus. Ein Beitrag zur Geschichte des phönikischen Handels den Nachweis zu führen, dass Tartessus eine Stadt bei den Säulen des Herkules gewesen und identisch mit dem unweit der Ebromündung gelegenen heutigen Tortosa sei. Er behauptete, dass die Spuren der phönikischen Handelswege vorzugsweise entlang der Flussläufe Spaniens und Frankreichs führten und dass die Phöniker auf diese Weise allmählich ins Bernsteinland (Schleswig-Holstein) gekommen seien, wobei er Thule mit der schwedischen Insel Tylön vor Halmstad kombinierte.
Redslob erstellte ein Register für die Bände 1 bis 30 der Zeitschrift der Deutschen Morgenländischen Gesellschaft. Weiterhin steuerte er 34 Artikel zur Allgemeinen Deutschen Biographie bei.
Ihm wird die Urheberschaft einer freimaurerischen Streitschrift des Pseudonyms Jannes Jambres Missiporus zugeschrieben. Redslob war seit 1853 Mitglied der Hamburger „Loge zum Pelikan“ und seit 1865 Ehrenmitglied der Johannisloge Zur Goldenen Kugel.

## Mitgliedschaften
Gustav Moritz Redslob war Mitglied der Deutschen Morgenländischen Gesellschaft.

## Schriften (Auswahl)
- 34 von Gustav Moritz Redslob erstellte Artikel in der Allgemeinen Deutschen Biographie
- 1831 De praecepto musico למנצח על הגתית (la-menaṣṣēaḥ ʿal hag-gittît) in inscriptionibus psalmorum VIII.LXXXI et LXXXIV conspicuo dissertatio. Dissertation OCLC 682374016
- 1836 Die Levirats-Ehe bei den Hebräern : vom archäologischen und praktischen Standpunkte untersucht. OCLC 27391542
- 1837 Beurtheilung der Ewald'schen Grammatik und des Maurer'schen Cursus. OCLC 233994260
- 1837 Coranus Arabice. basierend auf einer Ausgabe von Gustav Flügel OCLC 154164683
- 1839 Über die angeblich relative Grundbedeutung der hebräischen Partikel כּיִ (ki) OCLC 246261746
- 1839  Der Begriff des Nabi oder des sogenannten Propheten bei den Hebräern. OCLC 29640576
- 1840 Sprachliche Abhandlungen zur Theologie. OCLC 30480623
- 1842 Die Integrität der Stelle Hosea 7, 4-10 in Frage gestellt. OCLC 27373285
- 1846 Der Schöpfungs-Apolog : 1. Buch Mose 2, 4-3, 24 ausführlich erläutert und kritisch geprüft: zugleich als ein exegetisches Bedenken in der Symbolfrage. OCLC 31617724
- 1846 Die alttestamentlichen Namen der Bevölkerung des wirklichen und idealen Isralitenstaats etymologisch betrachtet. OCLC 17350934
- 1846 Allgemeines Volks-Bibellexicon. gemeinsam mit Andreas Gottlieb Hoffmann OCLC 216162896
- 1849 Tartessus: ein Beitrag zur Geschichte des phönicisch-spanischen Handels, sowie zur alten Geographie überhaupt. OCLC 6629171
- 1855 Thule. Die Phönicischen Handelswege nach dem Norden, insbesondere nach dem Bernsteinlande, sowie Die Reise des Pytheas von Massilien. OCLC 6623251
- 1855 Ueber Alter und sittlich-religiösen Charakter der älteren und eigentlichen Freimaurerei: Sendschreiben an H. Dr. A. Knobel. Auf Anlaß der deistenriecherischen Hengstenbergischen Angriffe auf dieselbe. unter Pseudonym Jannis Jambres Missiporus, OCLC 46281465 (online unter urn:nbn:de:bvb:12-bsb10446202-9)
- 1855 Ueber den "Zweihörnigen" des Koran. In: Zeitschrift der Deutschen Morgenländischen Gesellschaft, Band 9. 1855. S. 214–223 (Digitalisat).
- 1856 Die biblischen Angaben über Stiftung und Grund der Paschafeier vom allegoristich-kabbalistichen Standpunkte aus betrachtet. OCLC 457608621
- 1859 Apokalypsis : Blätter für pneumatisches Christenthum und mystische Schrifterklärung. Band I. OCLC 800999892
- 1860 Ueber den Ausdruck "Mosaïk". In: Zeitschrift der Deutschen Morgenländischen Gesellschaft, Band 14. 1860. S. 663–678 (Digitalisat).
- 1860/1861 Band 1 und 1863/1864 Band 2: Das Mysterium: oder der geheime Sinn der Stelle 2 Kor. 12, 1-10. OCLC 39995862
- 1870 Das Mysterium, d. h. der geheime Kanon der evangelischen Perikope Matth. 13,1-23. Mark. 4,1-20. Luk. 8,1-15. OCLC 52596944